# Arpelistock
Arpelistock är en bergstopp i Schweiz.   Den ligger i distriktet Sion och kantonen Valais, i den sydvästra delen av landet. Toppen på Arpelistock är 3 035 meter över havet.
Terrängen runt Arpelistock är huvudsakligen bergig. Den högsta punkten i närheten är Wildhorn, 3 248 meter över havet, 3,7 km öster om Arpelistock.
I omgivningarna runt Arpelistock förekommer kala bergstoppar, isformationer och gräsmarker.